# Polizeiruf 110: Allianz für Knete
Allianz für Knete ist ein deutscher Kriminalfilm von Gerald Hujer aus dem Jahr 1990. Der Fernsehfilm erschien als 144. Folge der Filmreihe Polizeiruf 110.

## Handlung
Seit einiger Zeit werden aus dem Balt-Orient-Express auf deutschem Boden Brieftaschen und Geld entwendet. Die Ermittler um Kriminalhauptkommissar Peter Fuchs, Kriminaloberkommissar Jürgen Hübner
und Kriminaloberkommissar Lutz Zimmermann schleusen Polizisten in die Waggons ein, um die Fahrgäste zu beobachten. Altglassammler Lothar Berger wird eines Tages von einem vermeintlichen Schaffner angesprochen, der ihm die Mitarbeit bei Diebstählen anbietet. Bei dem falschen Schaffner handelt es sich um Druckereimitarbeiter Torsten Feist, der in Uniform leicht an die im Schlafwagen weilenden Gäste herankommt und ihnen stets unbemerkt die Geldbörsen stehlen kann. Lothar Berger, der von seiner Frau geschieden ist und die beiden Kinder nur selten sehen darf, braucht Geld und willigt in eine Zusammenarbeit ein. Sie besteht im Wesentlichen darin, dass Lothar den eigentlichen Schaffner von Torstens „Aktionsgebiet“ fernhält, da die Zuggäste und auch der Schaffner sonst hinter den Trick kommen würden. Vor den Augen der Ermittler begehen Torsten und Lothar so weitere Diebstähle.
Bald will Lothar aussteigen, erwartet seine neue Freundin doch ein Kind von ihm und misstraut Torsten instinktiv. Der beschwört Lothar, dass die Brüche absolut sicher sind. Sie verlegen sich dennoch auf andere Delikte. Sie rauben der alten Erna Weber die Kasse ihres Tante-Emma-Ladens aus. Als Erna Weber misstrauisch wird und Torsten zu stellen versucht, schlägt Lothar sie mit einem massiven Holzbrett nieder. Erna Weber wird schwer verletzt in ein Krankenhaus gebracht, wäre aufgrund ihrer starken Kurzsichtigkeit aber auch keine gute Zeugin für die Ermittler.
Schon aufgrund der Diebstähle im Zug konnte eine Zeugin ein Phantombild von Torsten anfertigen lassen. Da dieser laut anderen Zeugen stets nach dem Verlassen des Zuges ein Taxi nahm, gibt sich Jürgen Hübner als Taxifahrer aus und fährt so eines Tages tatsächlich Torsten zu seiner Freundin. Die Ermittler kennen nun Torsten und haben auch zu Lothar bereits Ermittlungen aufgenommen, der als Schulabbrecher mit geringer Bildung der sozial auffälligste unter den regelmäßigen Zugpassagieren ist. Eine Verbindung zwischen beiden Männern können die Ermittler nicht finden, wissen aber, dass Torsten mindestens einen Mittäter hat.
Der nächste Diebstahl der Männer ist besonders ausgefeilt. Torsten hat für beide auf Arbeit falsche Pässe gedruckt, die sie nun als Ermittler legitimieren sollen. In einer Tankstelle geben sie an, dass Falschgeld in Umlauf gekommen sei und sie daher die eingenommenen Scheine untersuchen müssten. Erwartungsgemäß finden sie „Falschgeld“, weswegen sie sämtliche Scheine konfiszieren. Zu spät erkennt der Verkäufer der Tankstelle, dass er Betrügern aufgesessen ist. Lutz Zimmermann erfährt von einem Nachbarn unweit des Tatorts Tante-Emma-Laden, dass Torsten und Lothar regelmäßig zusammen in seinem Kahn angeln fahren. Auch die Tankstellentat lässt die Ermittler schnell an Torsten und Lothar denken, die laut Aussage des Nachbarn gerade auf dem nahe gelegenen See zusammen angeln. In Wirklichkeit dient ihnen der Weg über den See als sicherer Fluchtweg. Bei der Rückkehr zu ihrem am Ufer abgestellten Fluchtauto werden Torsten und Lothar schließlich verhaftet.

## Produktion
Allianz für Knete (Arbeitstitel: Im Balt-Orient-Expreß) wurde vom 2. Mai bis 30. Juni 1990 unter anderem in Dresden (Drehort Hauptbahnhof und Neustädter Bahnhof), Radebeul-Ost, Coswig, Thiendorf, Friedewald (Moritzburg) und Berlin gedreht. Die Kostüme des Films schuf Ruth Völker, die Filmbauten stammen von Hans-Joachim Hölzel. Der Film erlebte am 9. Dezember 1990 auf DFF 1 seine Fernsehpremiere. Die Zuschauerbeteiligung lag bei 7 Prozent.
Es war die 144. Folge der Filmreihe Polizeiruf 110. Kriminalhauptkommissar Peter Fuchs ermittelte in seinem 82. Fall, Kriminaloberkommissar Jürgen Hübner in seinem 62. Fall und Kriminaloberkommissar Lutz Zimmermann in seinem 24. Fall.